# Li Gun-mo
Dans ce nom coréen, le nom de famille, Li, précède le nom personnel.
Li Gun-mo (5 avril 1926 - 2001[réf. nécessaire]) a été un homme d'État nord-coréen, Premier ministre de la Corée du Nord du 29 décembre 1986 au 12 décembre 1988.